# LII edició dels Premis Ariel
La LII edició dels Premis Ariel, organitzada per l'Acadèmia Mexicana d'Arts i Ciències Cinematogràfiques (AMACC), es va celebrar el 13 d'abril de 2010 a Ciutat Universitària de la Ciutat de Mèxic dins de la Sala Nezahualcóyotl i presentada per l'actriu Silvia Navarro per celebrar el millor del cinema durant l'any anterior. Durant la cerimònia, l’AMACC va lliurar el premi Ariel a 26 categories en honor de les pel·lícules estrenades el 2009.
Aquesta cerimònia es va caracteritzar per ser una de les més competitives, a més corrobora el sorgiment d'una nova generació dedicada al cinema, un exemple són els 13 actors nominats en les diferents categories, 7 són menors de 30 anys en oposat als 6 restants tots amb més de 10 anys de trajectòria. Destaquen les pel·lícules Cinco días sin Nora amb major nombre de nominacions, seguida per Norteado i Backyard: El traspatio.

## Premis i nominacions
Nota: Els guanyadors estan llistats primer i destacats en negreta. ⭐
| Millor pel·lícula - Cinco días sin Nora ⭐ - Corazón del tiempo - Norteado - Voy a explotar | Millor direcció - Carlos Carrera – Backyard: El traspatio ⭐ - Mariana Chenillo – Cinco días sin Nora - Alberto Cortés – Corazón del Tiempo                                            |
| Millor actor - Fernando Luján - Cinco días sin Nora ⭐ - Silverio Palacios - Conozca la cabeza de Juan Pérez - Harold Torres - Norteado                                                                                                   | Millor actriu - Asur Zágada – Backyard: El traspatio ⭐ - Paulina Gaitán – Cosas insignificantes - Teresa Ruiz – Viaje redondo                                                         |
| Millor coactuació masculina - José Sefami - Conozca la cabeza de Juan Pérez ⭐ - Enrique Arreola - Cinco días sin Nora - Rodrigo Corea - Oveja negra - Iván Cortes - Backyard: El traspatio                                               | Millor coactuació femenina - Angelina Peláez – Cinco días sin Nora ⭐ - Sonia Couoh – Norteado - Verónica Langer – Cinco días sin Nora                                                 |
| Millor argument original - Mariana Chenillo – Cinco días sin Nora ⭐ - Hermann Bellinghausen i Alberto Cortés – Corazón del Tiempo - Edgar San Juan i Rigoberto Perezcano – Norteado - Enrique Rivero – Parque vía                        | Millor guió adaptat - (No atorgat) |
| Millor fotografia - Martín Boege i Everardo González – Backyard: El traspatio ⭐ - Marc Bellver – Corazón del Tiempo - Alejandro Cantú – Norteado                                                                                         | Millor edició - Miguel Schverdfinger – Norteado ⭐ - Óscar Figueroa i Mariana Chenillo – Cinco días sin Nora - Joaquín Martí – Oveja negra - Javier Ruíz i Enrique Rivero – Parque vía |
| Millor disseny artístic - Gloria Carrasco i Lizette Ponce – Backyard: El traspatio ⭐ - Ivonne Fuentes – Norteado - Ana Solares – Corazón del tiempo                                                                                      | Millor banda sonora - Darío González Valderrama – Cinco días sin Nora ⭐ - Roque Baños – Amor, dolor y viceversa - Steven Brown – El informe Toledo                                    |
| Millor so - Mario Martínez Cobos, Miguel Ángel Molina, Ernesto Gaytán, Antonio Diego i Isabel Muñoz – Backyard: El traspatio ⭐ - Raúl García i Pablo Támez – Norteado - Alejandro de Icaza, Ernesto Gaytán i Raúl Locatelli – Parque vía | Millor vestuari - Josefina Echeverría – Conozca la cabeza de Juan Pérez ⭐ - Mariaestela Fernández – Backyard: El traspatio - Laura García de la Mora – Espiral                        |
| Millor maquillatge - Mario Zarazúa i Alfredo Mora – Cinco días sin Nora ⭐ - Mari Paz Robles – Norteado - Elvia Romero – Espiral | Millors efectes visuals - Gretel Studios – Conozca la cabeza de Juan Pérez ⭐ - Stephan Kosinski – Los Bastardos                                                                       |
| Millors efectes especials - Daniel Cordero – Conozca la cabeza de Juan Pérez ⭐ - Robert Hall – Los Bastardos - Alejandro Vázquez i Roberto Ortiz Ramos – Backyard: El traspatio                                                          | Millor opera prima - Cinco días sin Nora – Mariana Chenillo ⭐ - Conozca la cabeza de Juan Pérez – Emilio Portes - Norteado – Rigoberto Perezcano                                      |
| Millor pel·lícula iberoamericana - El secreto de sus ojos – Juan José Campanella ⭐ - La nana – Sebastián Silva - La teta asustada – Claudia Llosa                                                                                        | Millor llargmetratge documental - Flores para el soldado – Javier García Yáñez ⭐ - El viaje del cometa – Ivonne Fuentes - Rehje – Anaís Huerta i Raúl Cuesta                          |
| Millor curtmetratge de ficció - La canción de los niños muertos – David Pablos ⭐ - El horno – Raúl Antonio Caballero - Los trashumantes – Federico Cecchetti - Trabalenguas para una casa vacía – Gabriel Herrera                        | Millor curtmetratge d'animació - Jaulas – Juan José Medina ⭐ - El armadillo fronterizo – Miguel Anaya Borja                                                                           |
| Millor curtmetratge documental - Sólo pase la persona que se va a retratar – Roque Azcuaga ⭐ - Brian Nissen, evidence of a poetic act – Jaime Kuri - El camino a donde yo voy – Fernanda Rivero                                          | Ariel d'or - Felipe Cazals ⭐ - Cineteca Nacional ⭐ |
| Medalla Salvador Toscano - Jorge Ayala Blanco ⭐ | |